# Alois Rzach
Alois Rzach (16. listopadu 1850 Pacov – 27. srpna 1935 Praha) byl klasický filolog, historik a vysokoškolský pedagog.

## Život
Jeho otec byl Tomáš Ržach, strážmistr c.k. pěšího pluku, matka se jmenovala Terezie Pilařová.  Na Karlo-Ferdinandově univerzitě v Praze v letech 1869–1872 vystudoval klasickou filologii, germanistiku, dějepis, hebraistiku a arabistiku, studoval pod vedením Jana Kvíčaly. Po studiích nastoupil jako učitel do německého gymnasia v Praze na Malé Straně. Po doktorátu (1873) se habilitoval na univerzitě v oboru klasické filologie (1876). Po rozdělení univerzity na českou a německou byl od roku 1883 zprvu soukromým neplaceným profesorem, od roku 1887 řádným profesorem. Ve školním roce 1895-1896 byl zvolen děkanem filozofické fakulty a 1904–1905 rektorem Německé univerzity v Praze. Od roku 1906 byl jmenován dvorním radou a roku 1923 byl penzionován, přesto ještě působil jako honorární profesor.

## Rodina
Oženil se s Hedvikou Polakovou (1853–1920), která byla po matce z italského rodu Ferdinandi. S manželkou vyženil malostranský domek na Maltézském náměstí. Měli tři děti: dcera Edita (1878–1941), syn Otto (1876–1930) sloužil v armádě, dcera Hedvika Sauerová (1875–1953) se vdala za rakouského germanistu Augusta Sauera. Věnovala se publicistice, lyrice a sběratelství umění. Byla v kontaktu s Marií von Ebner-Eschenbach a s básníkem Rainerem Mariou Rilkem.

## Dílo
Zkoumal klasická díla řecké literatury (Homérovu Iliadu, díla Hésiodova, Sibylské věštby (orákula)). Napsal řadu popularizujících článků. V roce 1918 patřil k zakládajícím členům Společnosti pro rozvoj německé vědy, literatury a umění v Čechách (Gesellschaft zur Förderung deutscher Wissenschaft, Literatur und Kunst in Böhmen), roku 1892 v Praze založil Deutsche Gesellschaft für Altertumskunde.